# Károly Németh
Károly Németh (Páka, 14 dicembre 1922 – Budapest, 12 marzo 2008) è stato un politico ungherese, Presidente dell'Ungheria dal 25 giugno 1987 al 29 giugno 1988.